# 1985 w literaturze
Wydarzenia literackie w 1985 roku.

## Proza beletrystyczna i literatura faktu

### Język polski
- Wiesław Andrzejewski – Niebezpieczne barwy oceanu (Wydawnictwo Ministerstwa Obrony Narodowej)[1]
- Halina Auderska – Zabić strach (Książka i Wiedza)[2]
- Aleksander Minkowski  – Dolina Światła (Młodzieżowa Agencja Wydawnicza)[3]
- Igor Newerly – Za Opiwardą, za siódmą rzeką... (Spółdzielnia Wydawnicza "Czytelnik")[4]
- Tadeusz Nowakowski – Osiem dni w Ojczyźnie (b.w.)
- Teresa Torańska – Oni

### Inne języki
- James Baldwin – The Evidence of Things Not Seen
- Elias Canetti – Gra oczu (Das Augenspiel)
- Henry Graham Greene – Dziesiąty człowiek (The tenth man)
- Bohumil Hrabal
  - Zápisky z besedy v Radaru
  - Z deníku pábitele
- John Irving – Regulamin tłoczni win (The Cider House Rules)
- Milan Kundra – Nieznośna lekkość bytu (Nesnesitelná lehkost bytí, wyd. emigracyjne)
- Gabriel García Márquez – Miłość w czasach zarazy (El amor en los tiempos del cólera)
- Haruki Murakami – Koniec Świata i Hard-boiled Wonderland (Sekai no owari to hādoboirudo wandārando)
- Anne Rice
  - Wampir Lestat (The Vampire Lestat)
  - Ucieczka do Edenu (Exit to Eden), jako Anne Rampling
- Patrick Süskind – Pachnidło (Das Parfum)

### Tłumaczenia
- Bohumil Hrabal – Skarby świata całego (Harlekýnovy miliony), przeł. Andrzej Czcibor-Piotrowski (Państwowy Instytut Wydawniczy)[5]
- J.R.R. Tolkien – Silmarillion, przeł. Maria Skibniewska (Spółdzielnia Wydawnicza „Czytelnik”)[6]

## Wywiady
- polskie
- wydania polskie tytułów zagranicznych

## Dzienniki
- polskie

## Nowe eseje, szkice i felietony
- polskie
- zagraniczne
- polskie edycje autorów zagranicznych

## Nowe dramaty
- polskie

## Nowe poezje
- polskie
  - Juliusz Erazm Bolek – Teksty
  - Janusz Pasierb – Czarna skrzynka
  - Adam Zagajewski – Jechać do Lwowa
- zagraniczne
  - Christopher Reid – Katerina Brac

## Nowe prace naukowe
- polskie
  - Marek Kątny – Problematyka obyczajowa w powojennej prozie dla dzieci (Wyższa Szkoła Pedagogiczna w Kielcach)[7]
- zagraniczne

## Urodzili się
- 19 kwietnia – Arkady Martine, amerykańska pisarka
- 3 maja – Becky Chambers, amerykańska pisarka science fiction
- 7 czerwca – Faïza Guène, francuska pisarka
- 6 września – Małgorzata Rejmer, polska pisarka
- 9 września – Iga Karst, polska pisarka
- 7 października – Svens Kuzmins, łotewski  pisarz
- 19 listopada – Lubow Jakymczuk, ukraińska poetka i krytyk literacki
- 7 grudnia – S.A. Chakraborty, amerykańska pisarka fantasy
- Kateryna Babkina, ukraińska poetka, pisarka, dziennikarka i scenarzystka

## Zmarli
- 19 stycznia – Leonard Turkowski, polski pisarz i poeta (ur. 1914)
- 31 stycznia – Józef Mackiewicz, polski prozaik i publicysta (ur. 1902)
- 26 lutego – Zygmunt Fijas, polski poeta, prozaik, satyryk (ur. 1910)
- 7 marca – Arkady Fiedler, pisarz i podróżnik (ur. 1894)
- 12 marca – Bronisław Zieliński, polski tłumacz literatury amerykańskiej (ur. 1914)
- 19 marca – Leopold Tyrmand, polski prozaik i publicysta (ur. 1920)
- 17 kwietnia – Basil Bunting, angielski poeta i tłumacz (ur. 1900)
- 21 kwietnia – Astrid Hjertenæs Andersen, norweska poetka i tłumaczka z języka węgierskiego (ur. 1915)
- 22 kwietnia – Jacques Ferron, kanadyjski pisarz i lekarz (ur. 1921)
- 25 kwietnia – Uku Masing, estoński poeta i tłumacz (ur. 1909)
- 7 maja – Adam Bahdaj, polski pisarz (ur. 1918)
- 8 maja – Theodore Sturgeon, amerykański pisarz fantastyki, krytyk literacki i wydawca (ur. 1918)
- 10 maja – Szymon Kobecki, litewski poeta karaimskiego pochodzenia (ur. 1911)
- 16 lipca – Heinrich Böll, niemiecki pisarz, noblista (ur. 1917)
- 19 lipca – Janusz A. Zajdel, polski pisarz science fiction (ur. 1938)
- 13 sierpnia – Shiva Naipaul, trynidadzki pisarz (ur. 1945)
- 9 września – Juliusz Jerzy Herlinger, polski pisarz, dziennikarz, tłumacz literatury rosyjskiej (ur. 1931)
- 16 września – Witold Wirpsza, polski poeta, powieściopisarz i tłumacz (ur. 1918)
- 19 września – Italo Calvino, włoski pisarz (ur. 1923)
- 3 listopada – Jan Czarny, polski poeta, prozaik, satyryk, tłumacz literatury radzieckiej i czeskiej (ur. 1918)
- 25 listopada – Elsa Morante, włoska poetka i pisarka (ur. 1912)
- 27 listopada – Stanisław Ryszard Dobrowolski, polski poeta, prozaik i tłumacz (ur. 1907)
- 2 grudnia – Philip Larkin, angielski poeta i prozaik (ur. 1922)
- 7 grudnia – Robert Graves, angielski poeta, prozaik (ur. 1895)
- 9 grudnia – Ireneusz Iredyński,  polski prozaik, dramaturg, poeta (ur. 1939)
- Ester Szumiaczer-Hirszbejn, żydowska poetka (ur. 1899)

## Nagrody
- Nagroda Nobla – Claude Simon
- Nagroda Kościelskich – Jerzy Jarzębski
- Nagroda Goncourtów – Yann Queffélec, Les Noces barbares
- Premio Nadal – Pau Faner za Flor de sal
- Premio Planeta – Juan Antonio Vallejo-Nágera za Yo, el rey
- Nagroda Jerozolimska – Milan Kundera
- Nagroda Cervantesa – Gonzalo Torrente Ballester